# Gleb Saciuk
Gleb Pietrowicz Saciuk, ros. Глеб Петрович Сацюк (ur. 8 listopada 1906 r. w Radziwiłłowie w guberni podolskiej, zm. po 1945 w ZSRR) – radziecki wojskowy (major), dowódca jednego z Ostbatalionów, jednego z dywizjonów 1 Kozackiej Dywizji Kawalerii, a następnie szef sztabu 3 Kozackiej Dywizji Płastuńskiej podczas II wojny światowej.
W 1918 r. ukończył szkołę w Kutaisi. 1 października 1927 r. został zmobilizowany do Armii Czerwonej. W kwietniu 1930 r. ukończył zakaukaską szkołę wojskową, po czym został dowódcą plutonu 286 Pułku Strzeleckiego. Od 5 grudnia 1930 r. dowodził plutonem szkoleniowym pułku. Od 20 marca 1933 r. był dowódcą kompanii pułku. 23 maja 1936 r. w stopniu porucznika objął dowództwo kompanii szkoleniowej pułku. 14 maja 1937 r. objął funkcję szefa sztabu batalionu pułku. W 1938 r. awansował do stopnia kapitana. 4 maja 1938 r. został zastępcą szefa oddziału operacyjnego sztabu 96 Dywizji Strzeleckiej. Od 28 marca 1940 r. był zastępcą szefa oddziału szkoleniowego szkoły karabinów maszynowych w Płoskirowie. 21 sierpnia 1940 r. objął funkcję szefa oddziału operacyjnego 96 Dywizji Strzeleckiej. W 1941 r. awansował na majora. Od 1 listopada 1941 r. pełnił obowiązki szefa sztabu 96 Dywizji Strzelców Górskich. Od 6 maja 1942 r. był szefem sztabu 266 Dywizji Strzeleckiej. 1 lipca 1942 r. został na krótko zastępcą szefa oddziału operacyjnego sztabu dywizji. Od 5 lipca był szefem sztabu 51 Dywizji Strzeleckiej. Pod koniec sierpnia dostał się do niewoli niemieckiej. W październiku wstąpił ochotniczo do Rosyjskiej Armii Wyzwoleńczej (ROA). Objął dowództwo jednego z Ostbatalionów Wehrmachtu. Od października 1944 r. w stopniu majora służył w 1 Kozackiej Dywizji Kawalerii gen. Helmutha von Pannwitza. W listopadzie został dowódcą jednego z dywizjonów kawalerii dywizji w składzie XV Kozackiego Korpusu Kawalerii SS. W kwietniu 1945 r. objął funkcję szefa sztabu nowo formowanej 3 Dywizji Płastuńskiej gen. Iwana N. Kononowa. 11 maja wraz z dywizją poddał się Brytyjczykom. 28 maja w Judenburgu został przekazany Sowietom i deportowany do ZSRR. Po procesie skazano go na karę 10 lat łagrów. Dalsze jego losy są nieznane.